# CaixaForum Saragossa
CaixaForum Saragossa és un centre cultural de la Fundació la Caixa a la ciutat de Saragossa.

## Història
Fou projectat per l'arquitecta Carme Pinós sobre uns terrenys que formaven part de l'antiga estació de ferrocarrils d'El Portillo, que durant anys havien separat la ciutat en dues parts, a la zona coneguda com a Milla Digital. El 21 de setembre del 2010, l'alcalde de Saragossa, Juan Alberto Belloch i el president de La Caixa, Isidre Fainé, van col·locar-ne la primera pedra. Les obres es van iniciar al desembre del mateix any i es van acabar al març de 2014. Es va inaugurar 27 de juny del 2014.
El desembre del 2013 va ser guanyador dels Premis d'Enginyeria ACHE en la categoria d'edificació.

## Edifici
Disposa d'un auditori per 250 persones, dues sales grans d'exposicions, de 760 i 438 m², un espai polivalent, tres aules, una llibreria, una cafeteria-restaurant i una terrassa-mirador, amb una superfície total construïda de 7062 m² distribuïda en 6 plantes.
L'edifici es desdobla en dues estructures geomètriques elevades de formigó estructural i es recolza en grans pilars encofrats de ferro massís. Les façanes estan revestides amb 1.600 plaques d'alumini perforat i decorades amb motius orgànics, realitzades per l'empresa Arasaf Industrial de Cadrete, i la majoria són diferents pel que fa a dimensions, tall, punxonament, perforat i motius artístics. Les fulles de vidre que constitueixen la part exterior s'il·luminen amb leds de color blau que se situen en el dors de les plaques d'alumini i fan lluir l'edifici d'una manera molt elegant en fer-se fosc.

## Exposicions i activitats culturals
Està pensat per tots els públics, amb exposicions principalment temporals i ofereix una àmplia oferta cultural, artística i educativa, amb conferències, tallers, seminaris, projeccions, concerts i espectacles. Es configura d'aquesta manera el concepte de centre cultural anglosaxó: tot conviu i permet una gran varietat de públics. L'accés a les sales d'exposicions és de pagament, mentre que la resta de l'edifici es pot visitar de franc. L'entrada general té un preu de 6 €, mentre que els menors de 16 anys i els clients de CaixaBank tenen l'accés gratuït.

## Galeria d'imatges

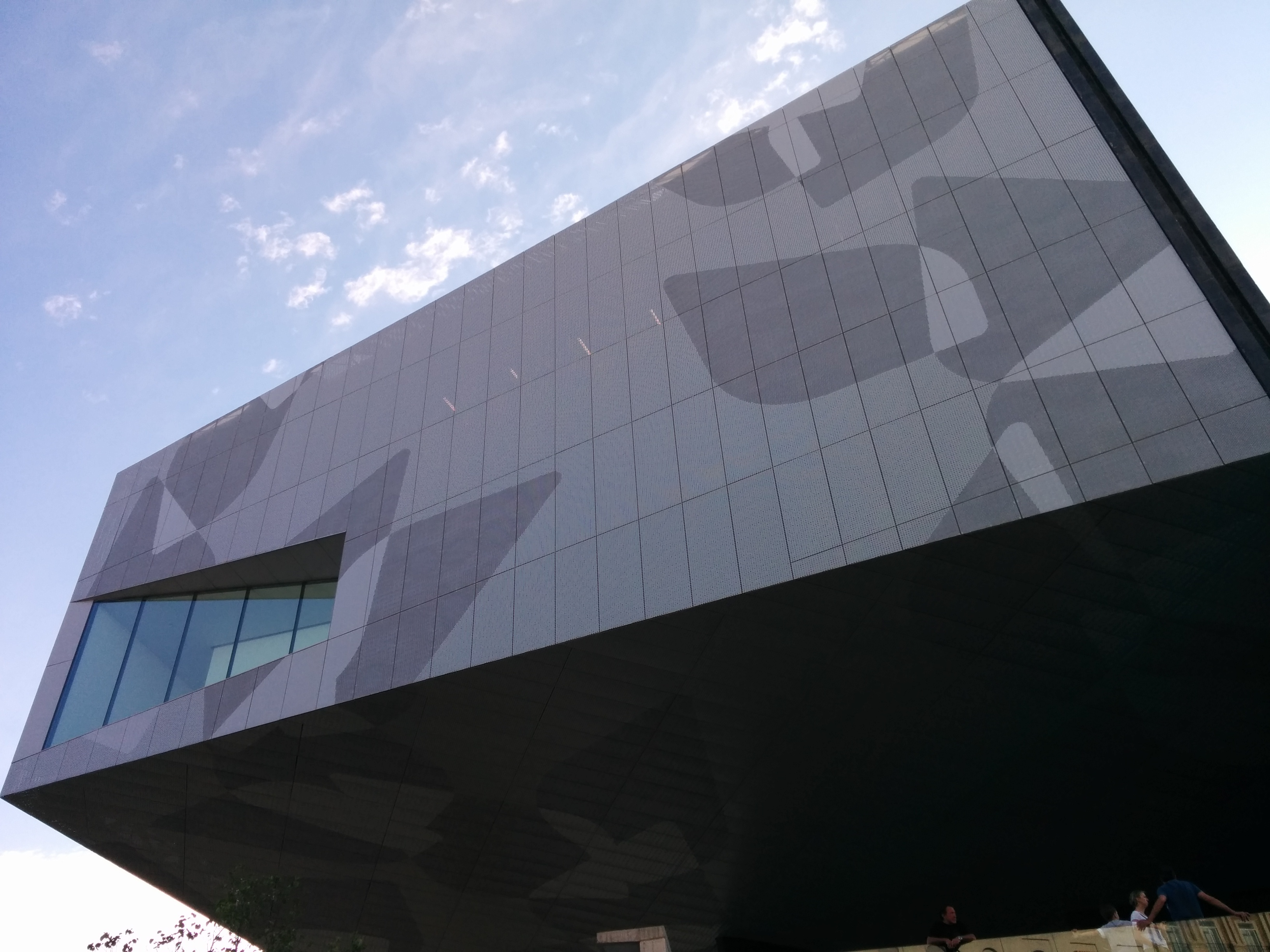
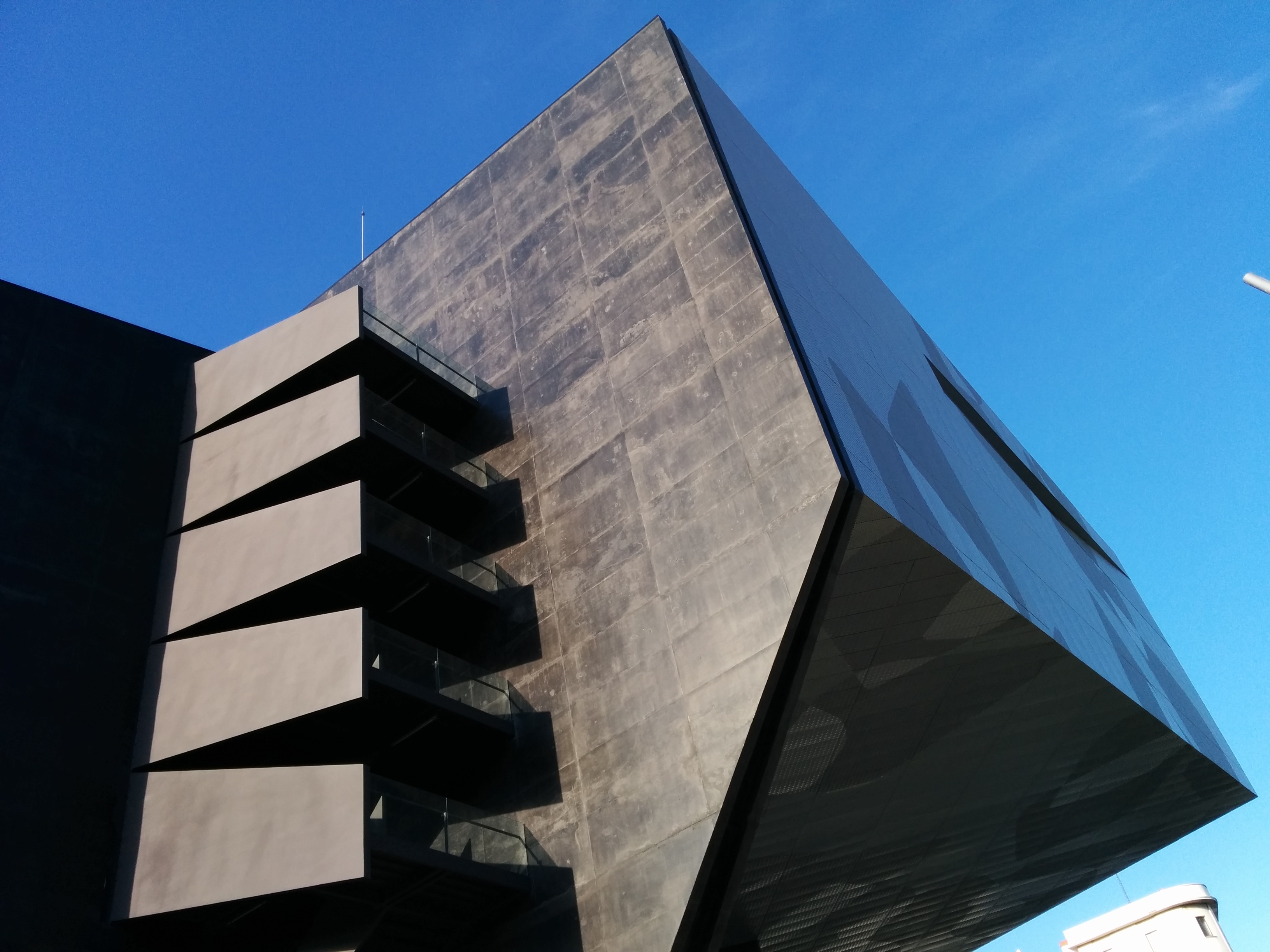
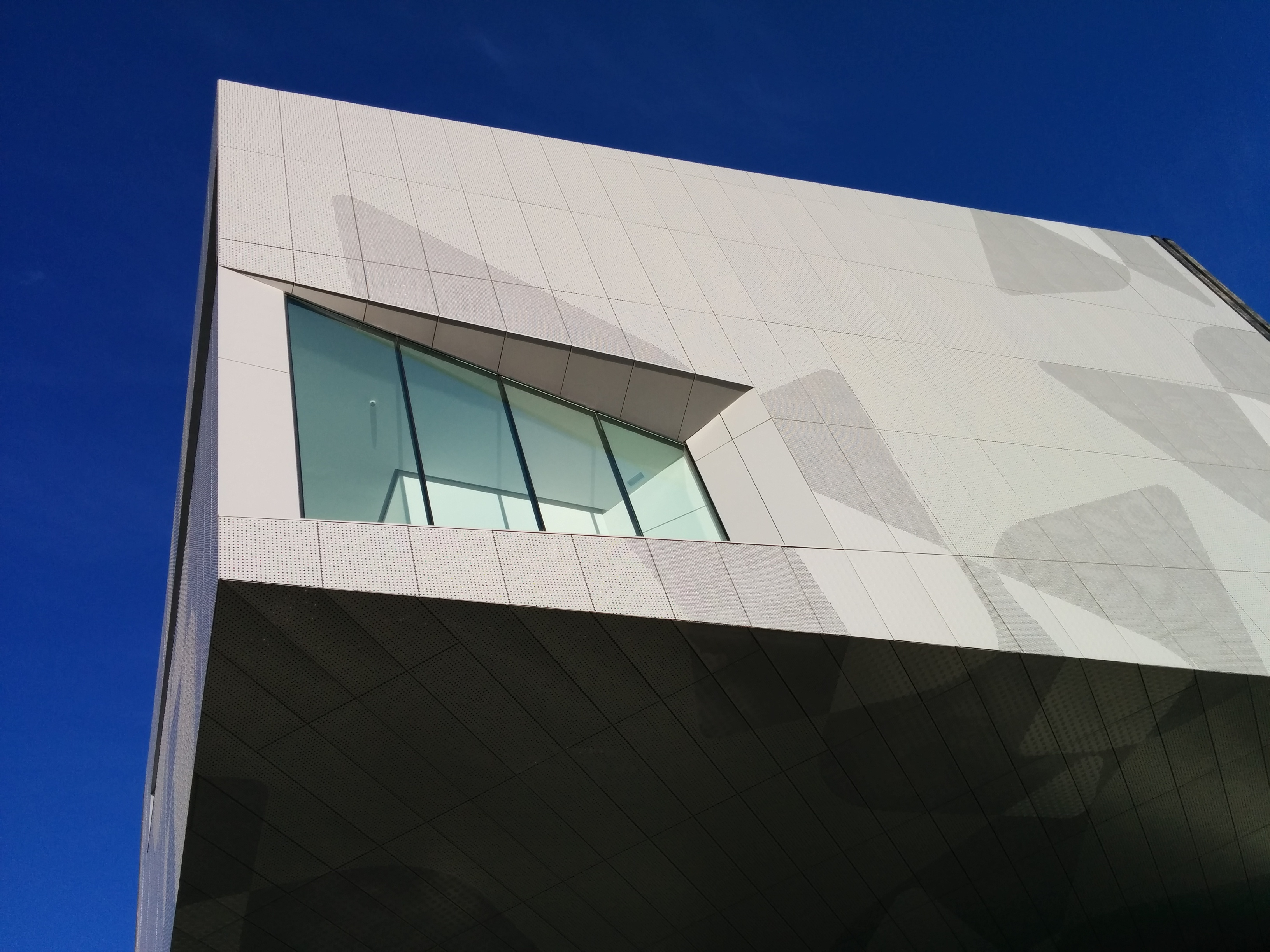
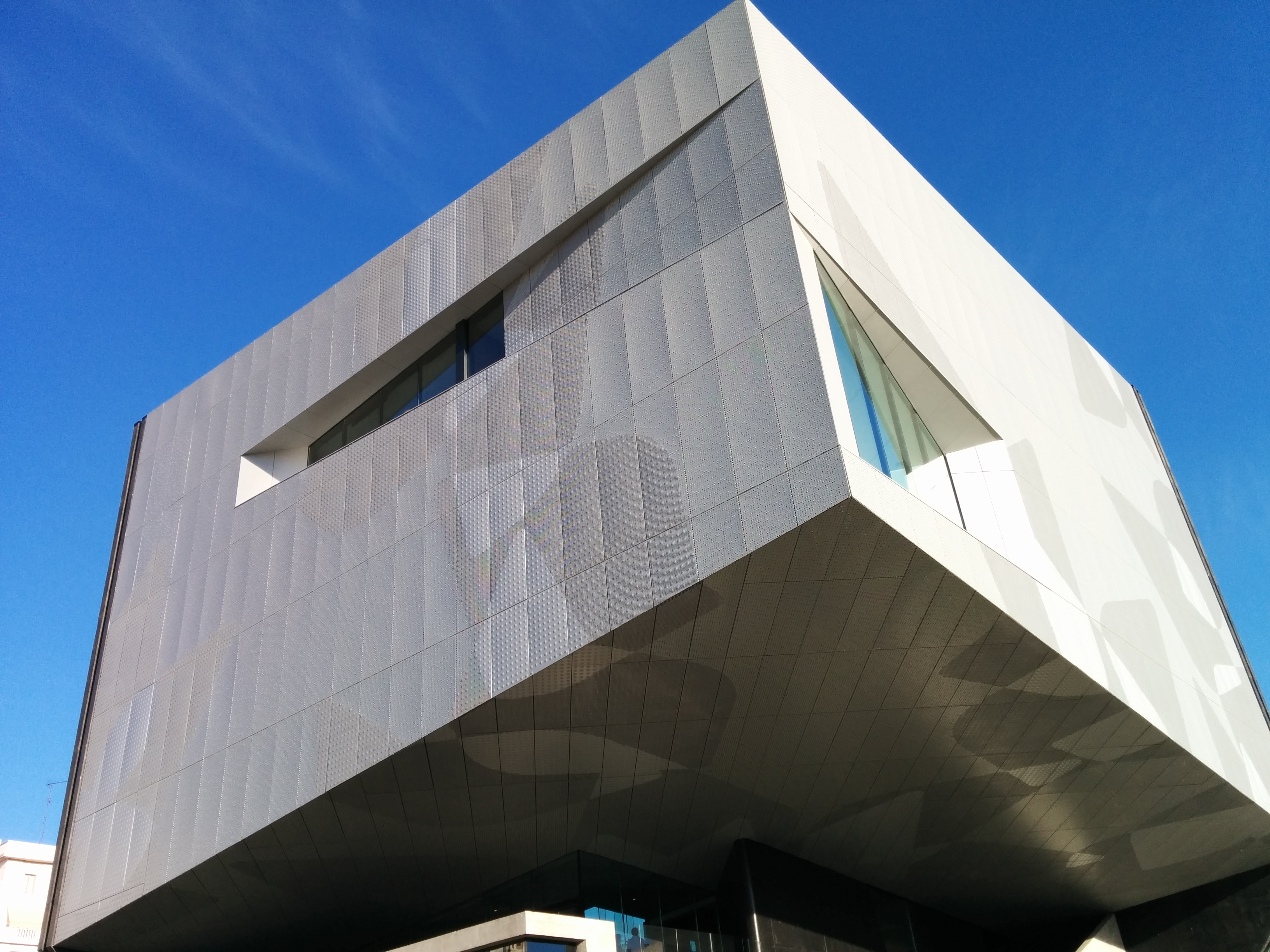
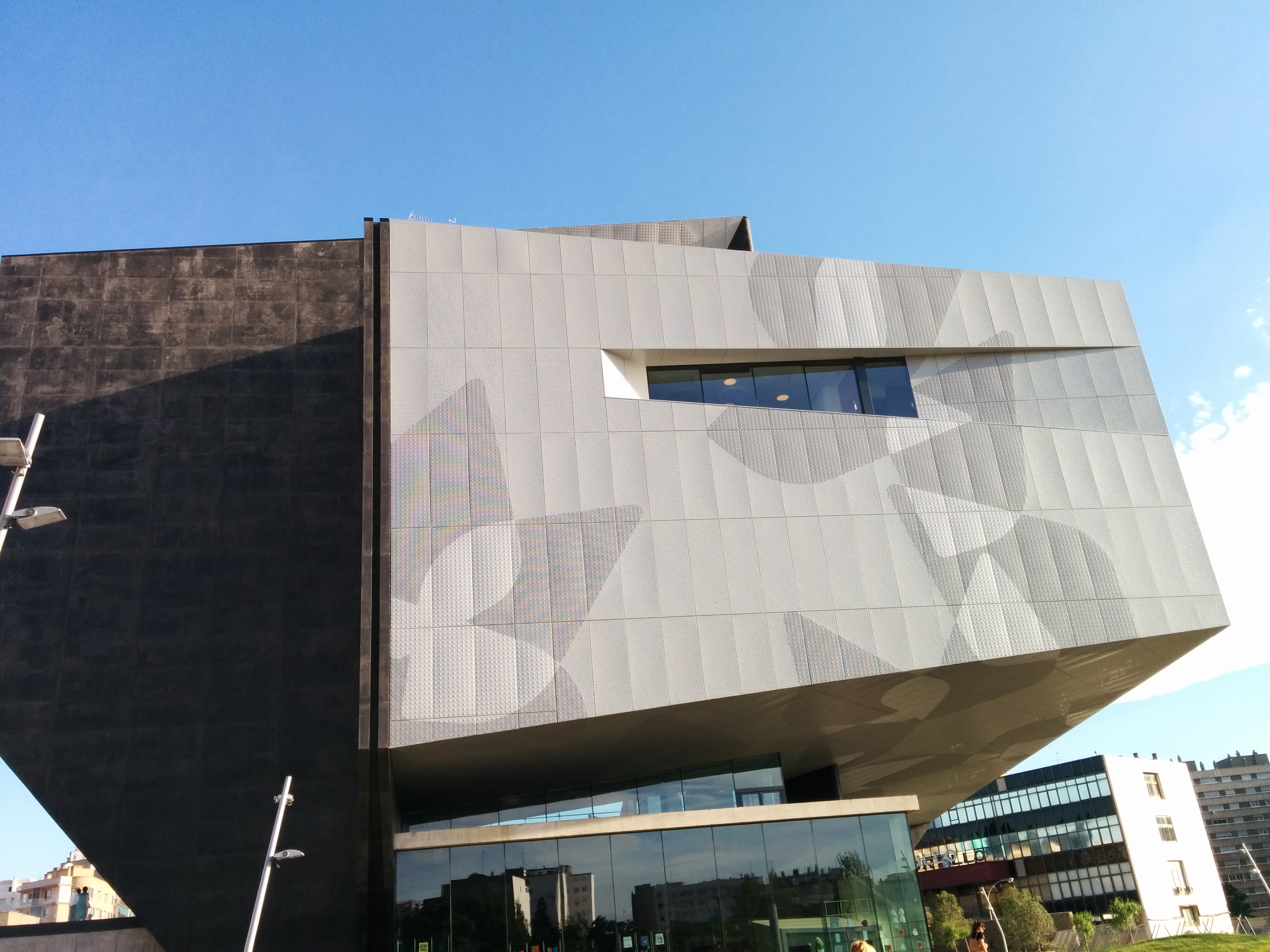
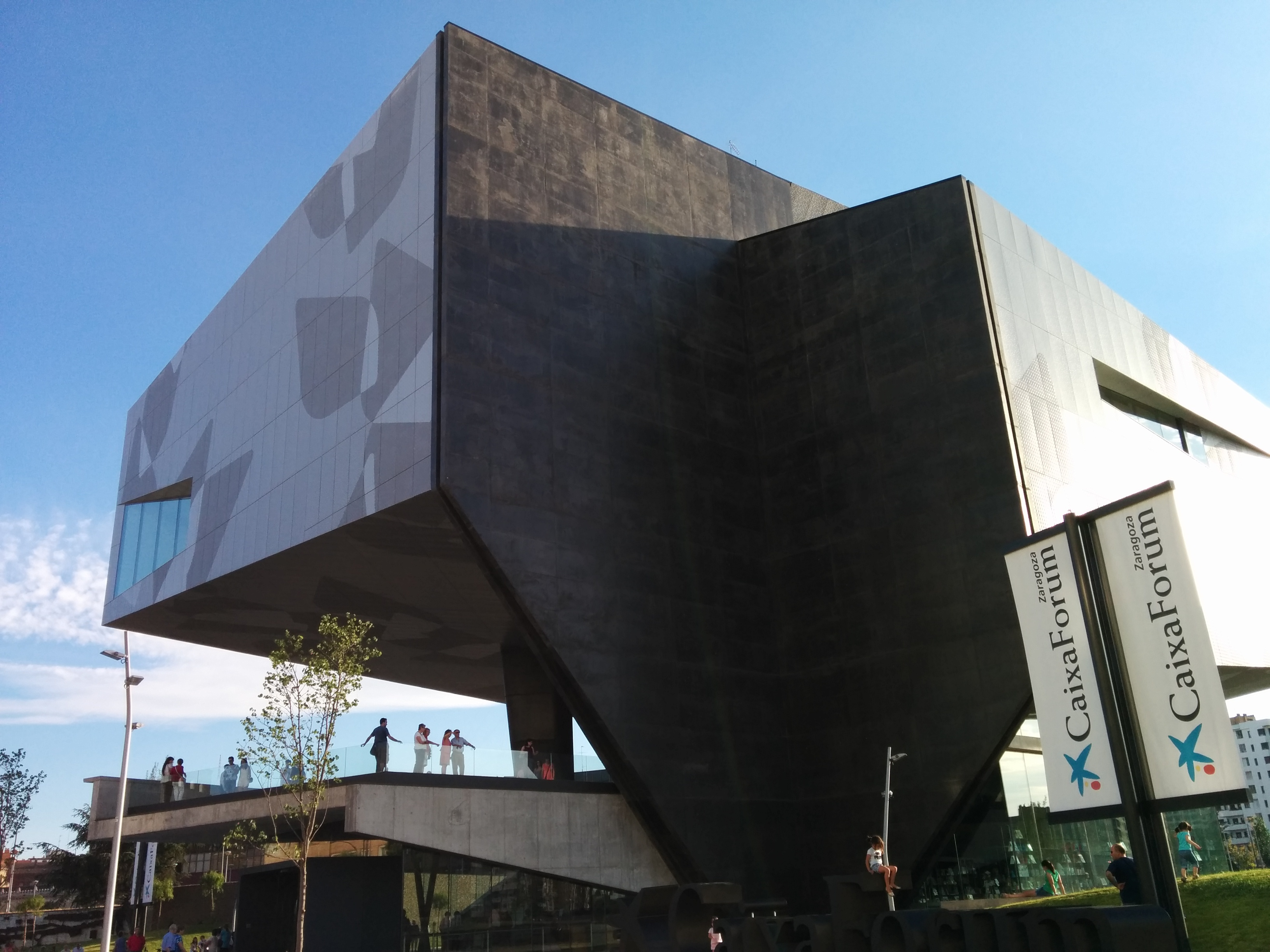
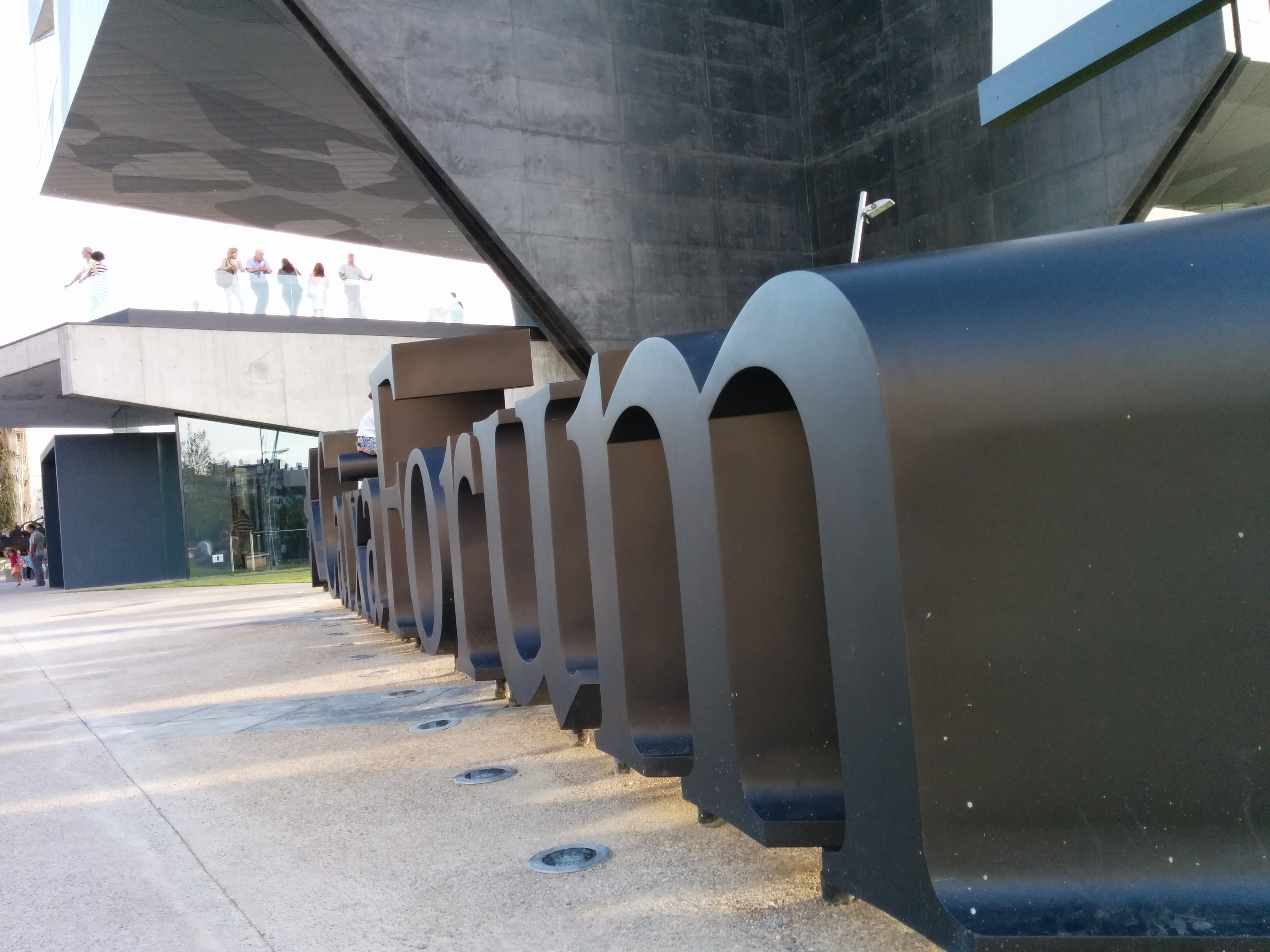
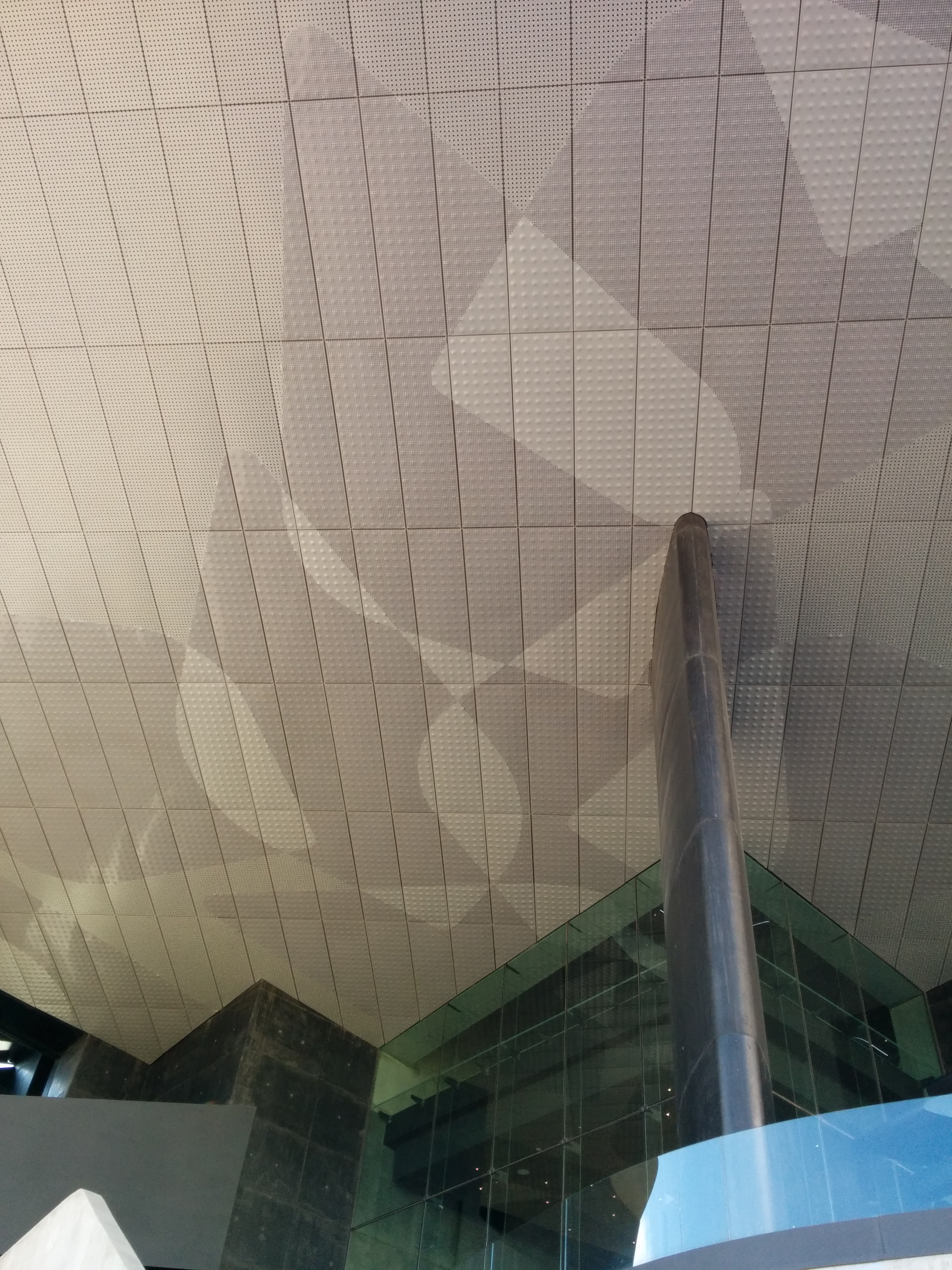
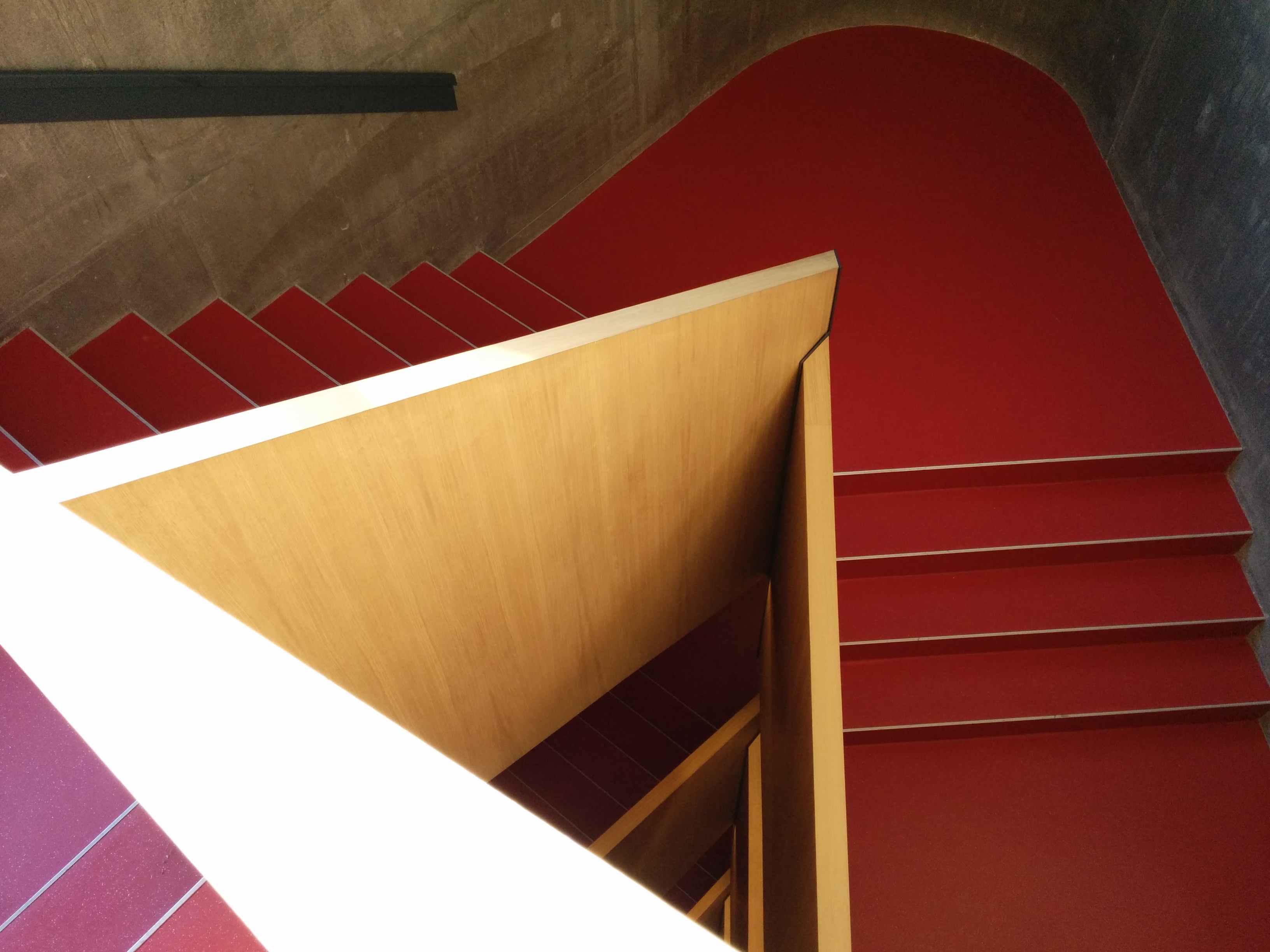
Escales interiors
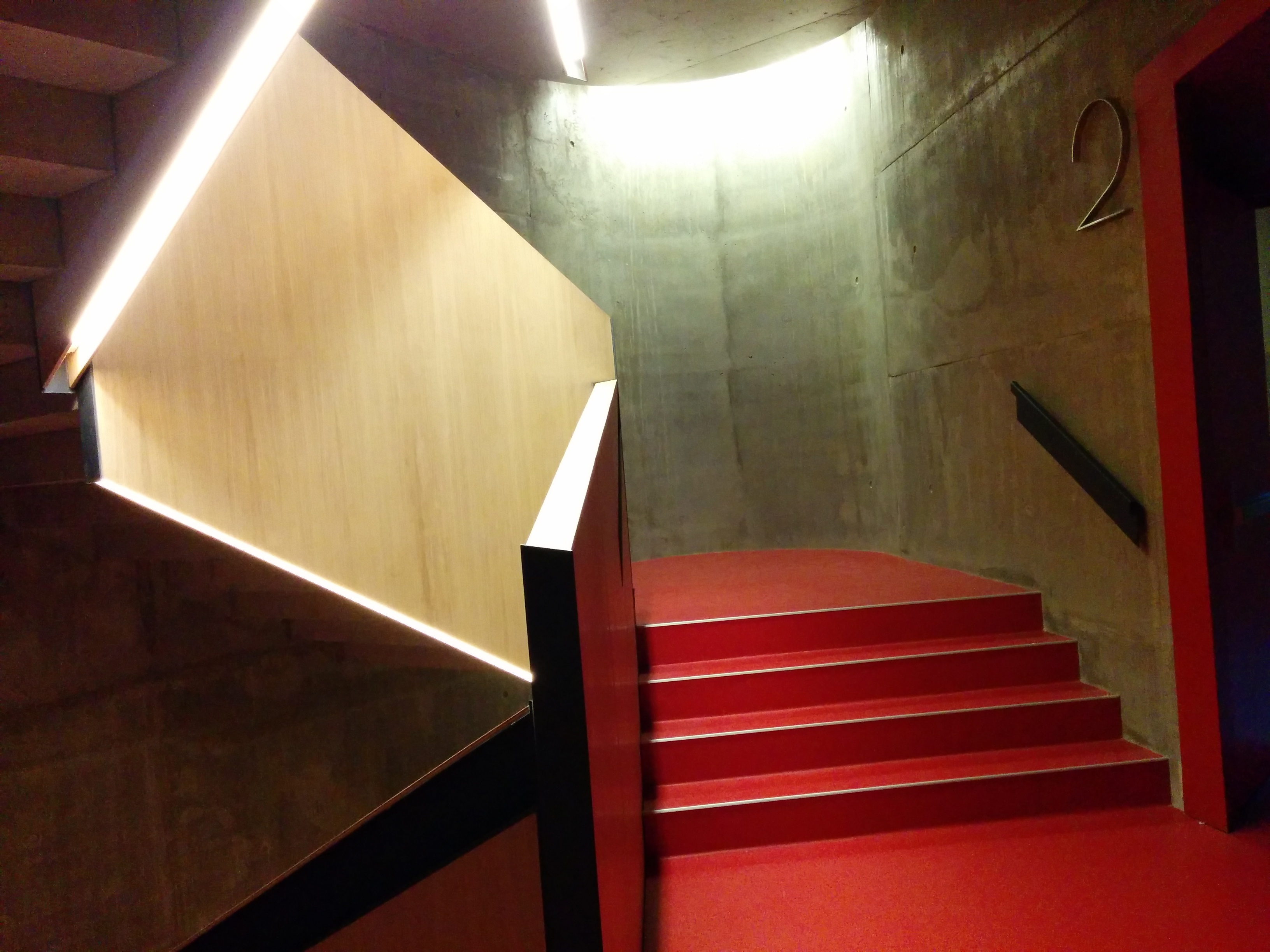
Escales interiors
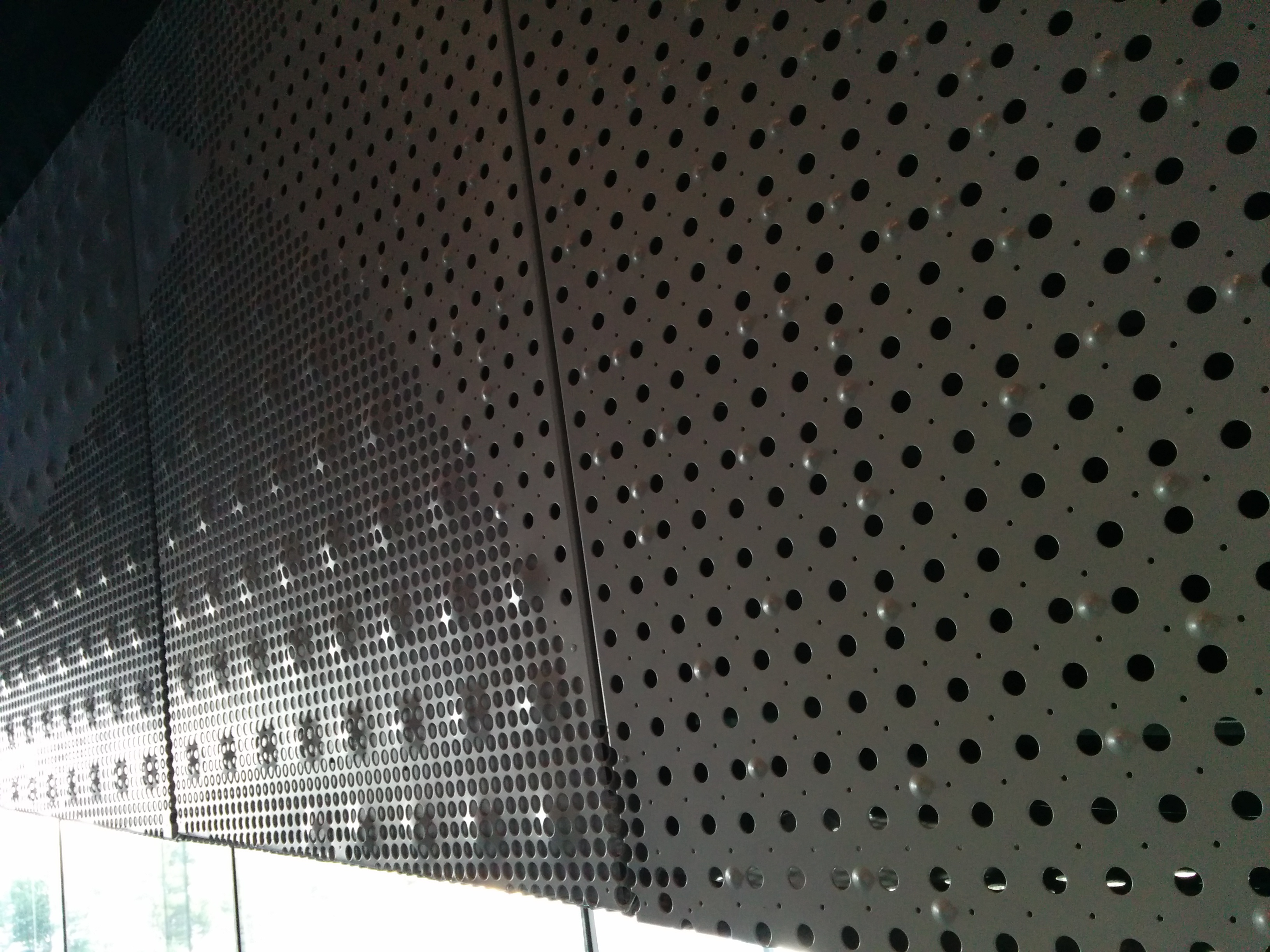
Plaques d'alumini perforades
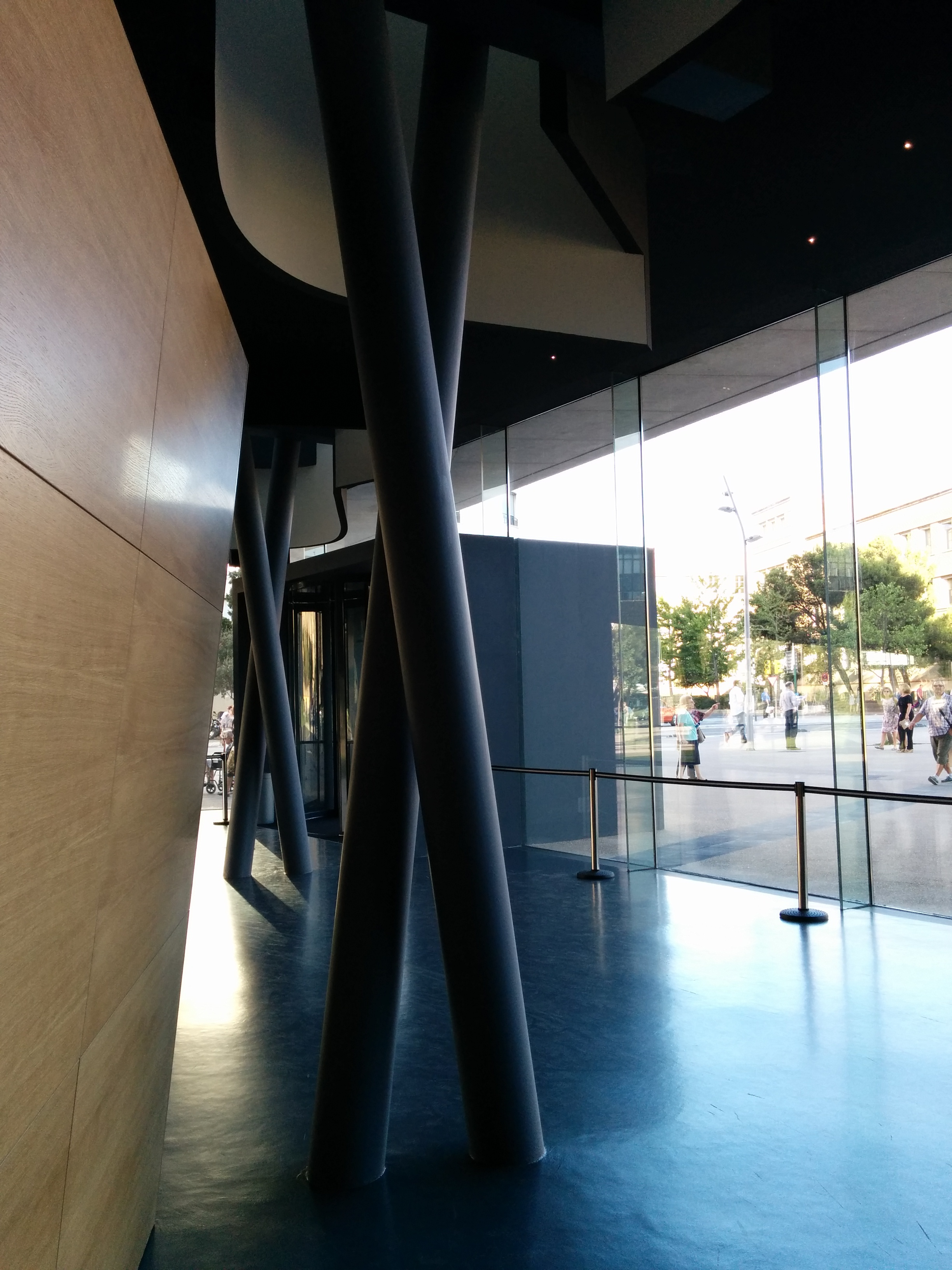
Columnes "ballarines"
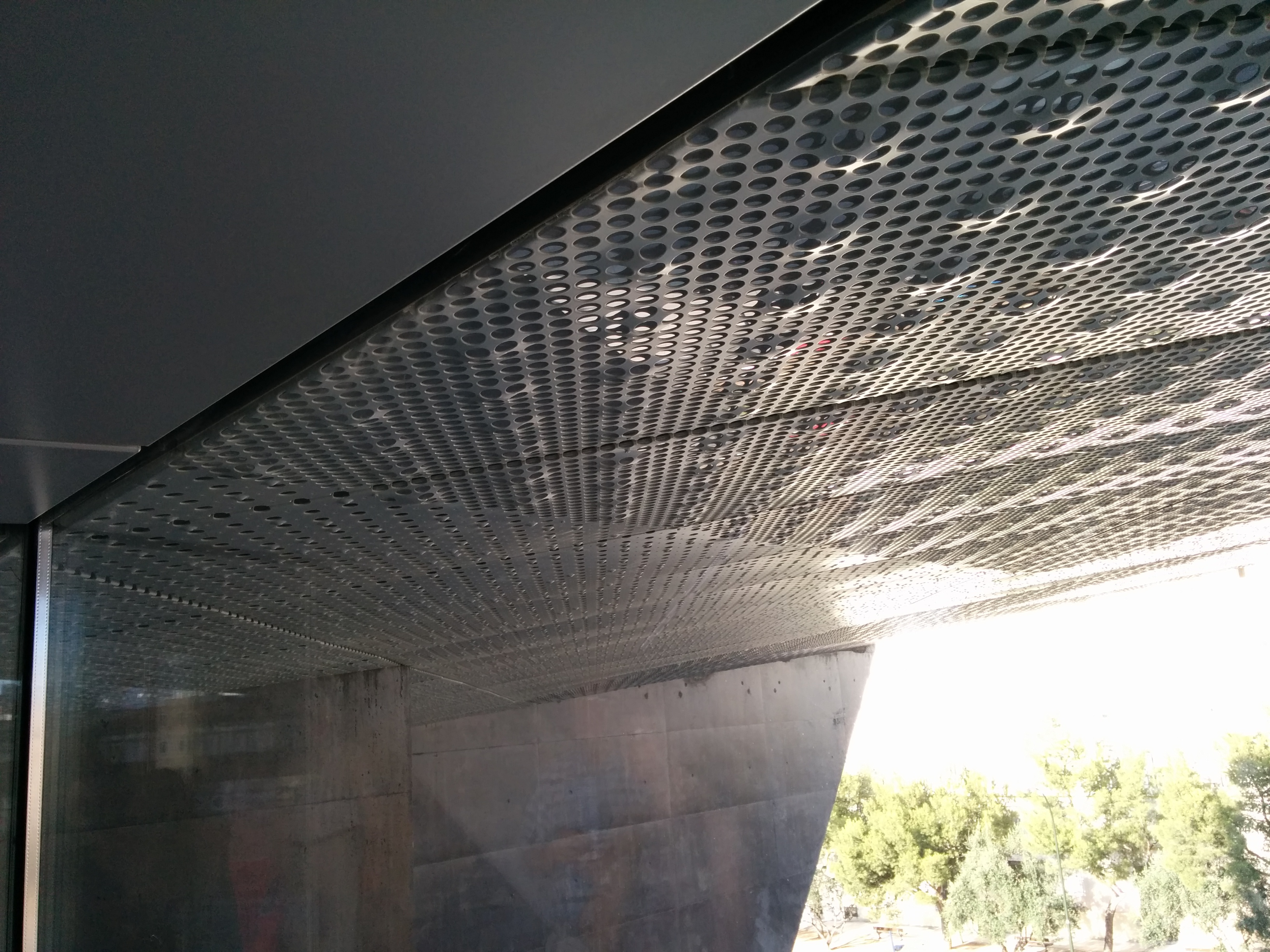
Plaques d'alumini perforades
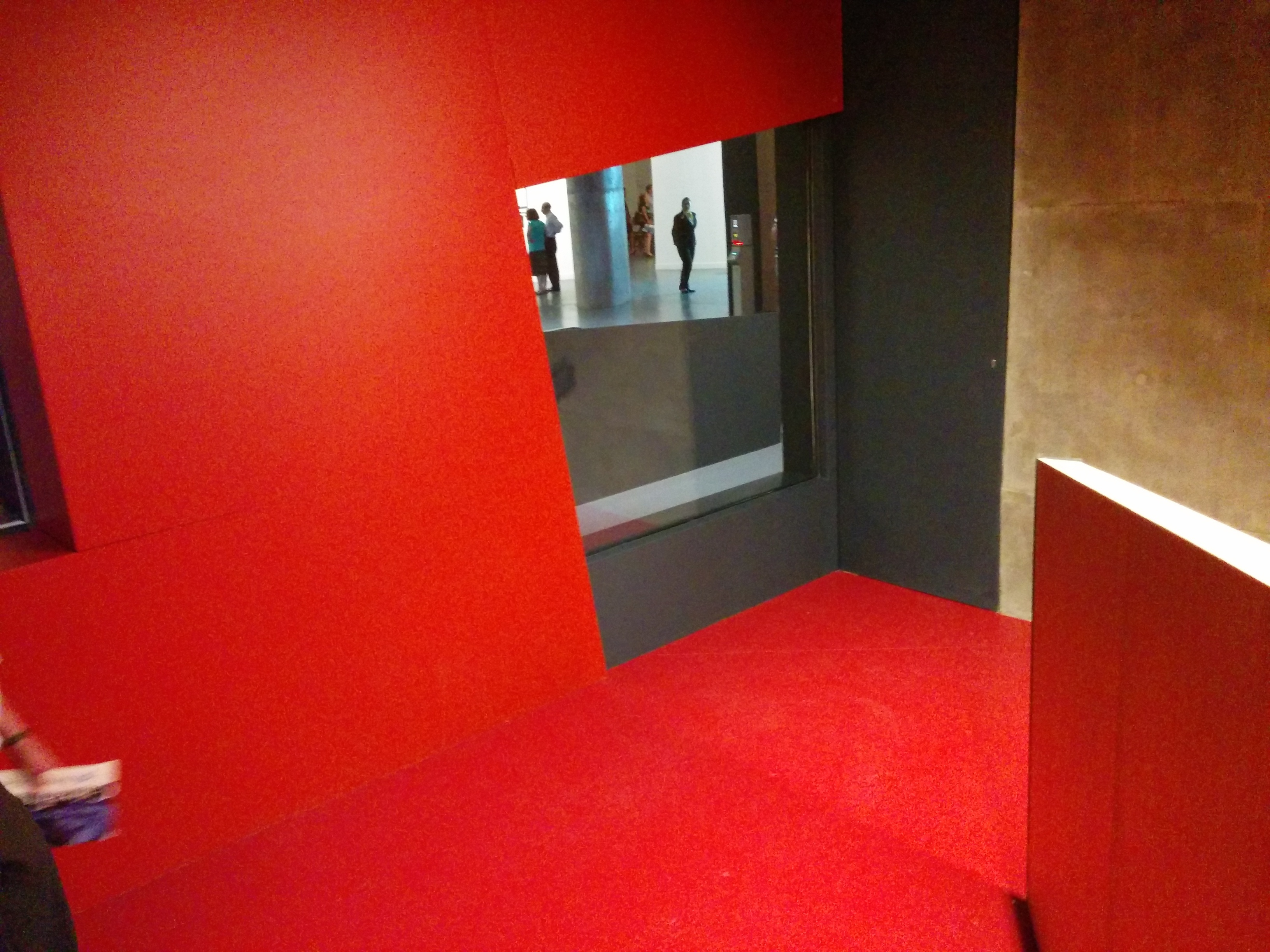
Escales interiors
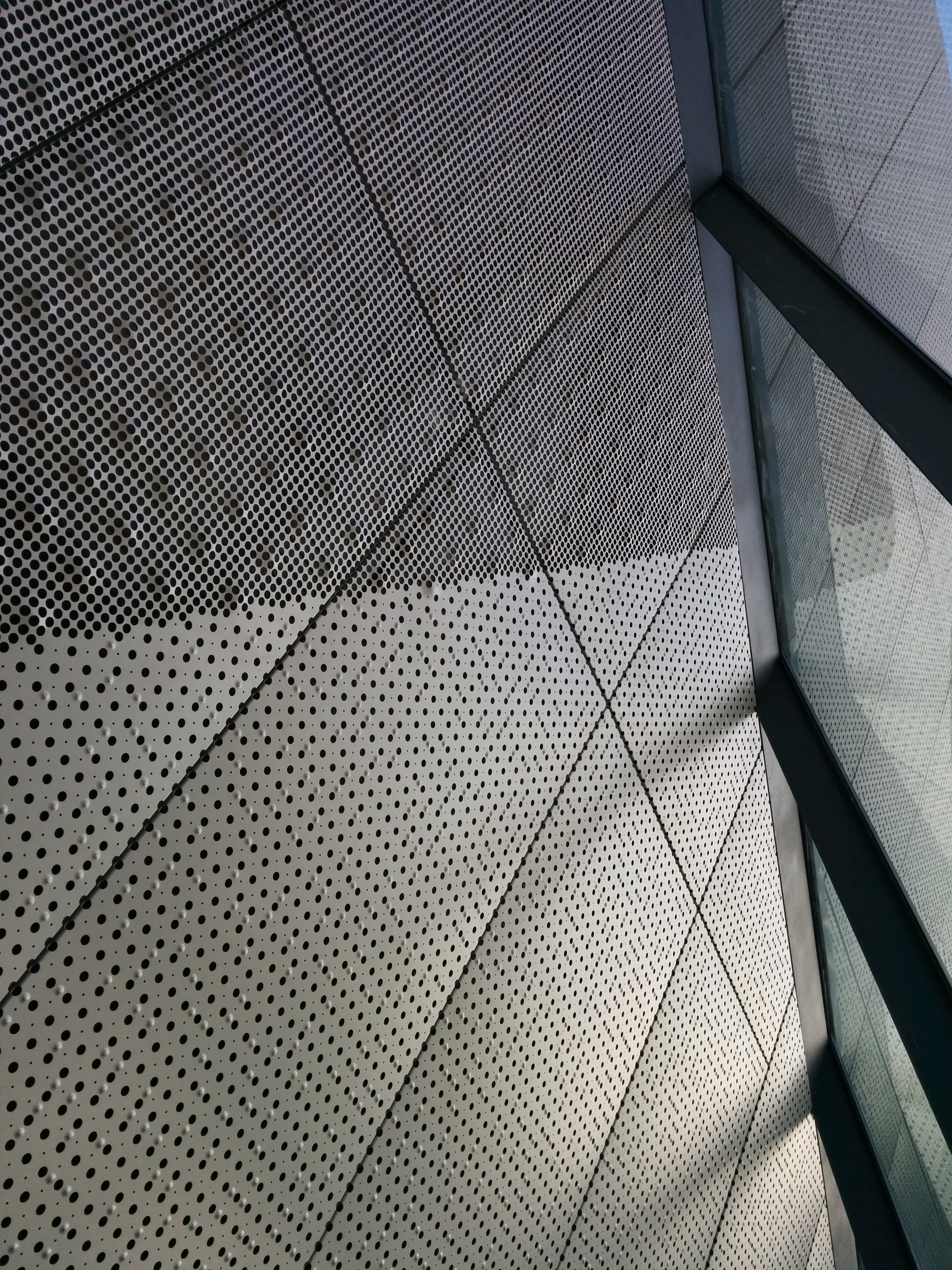
Plaques d'alumini perforades
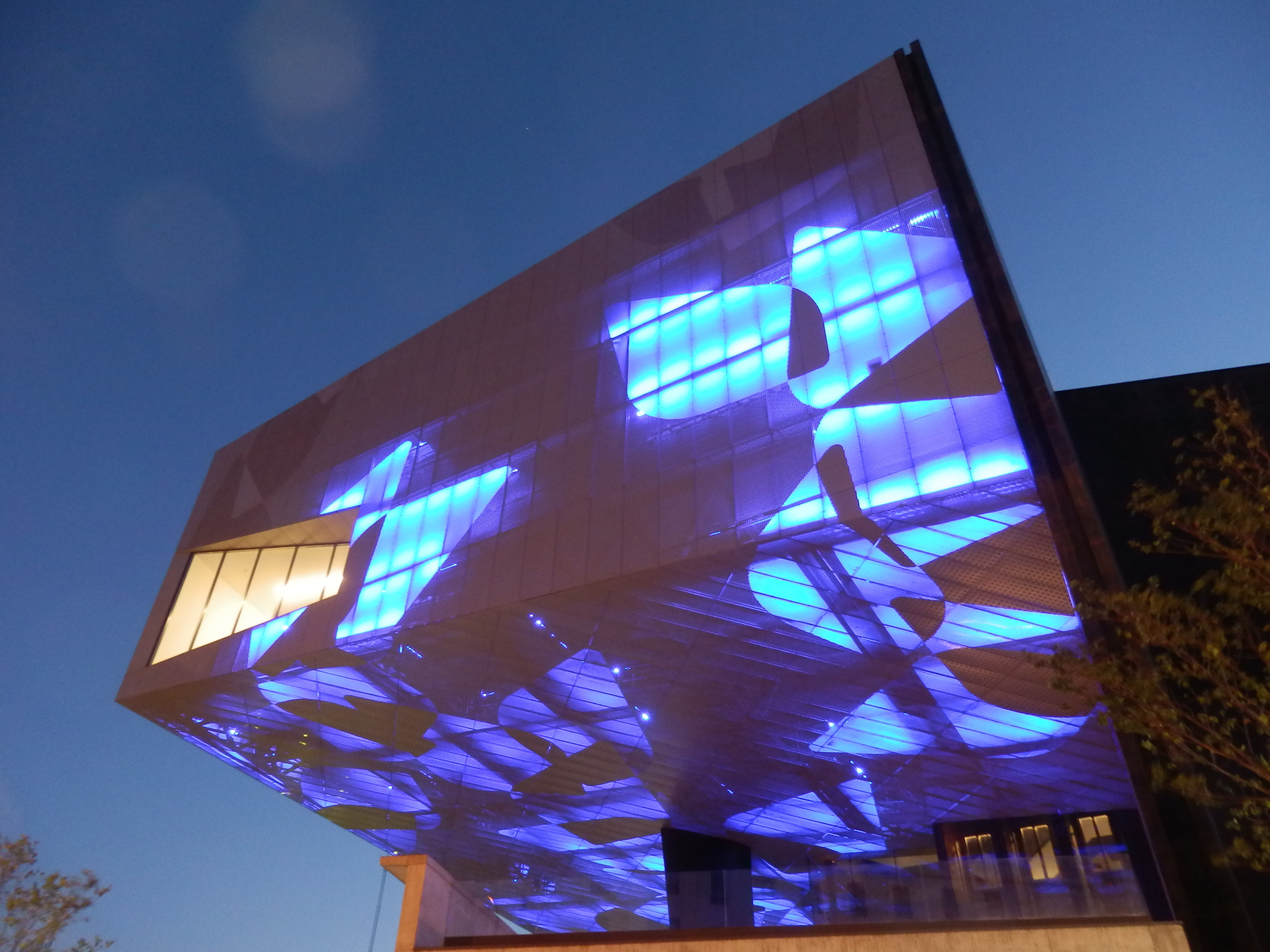
Il·luminació nocturna per LEDs
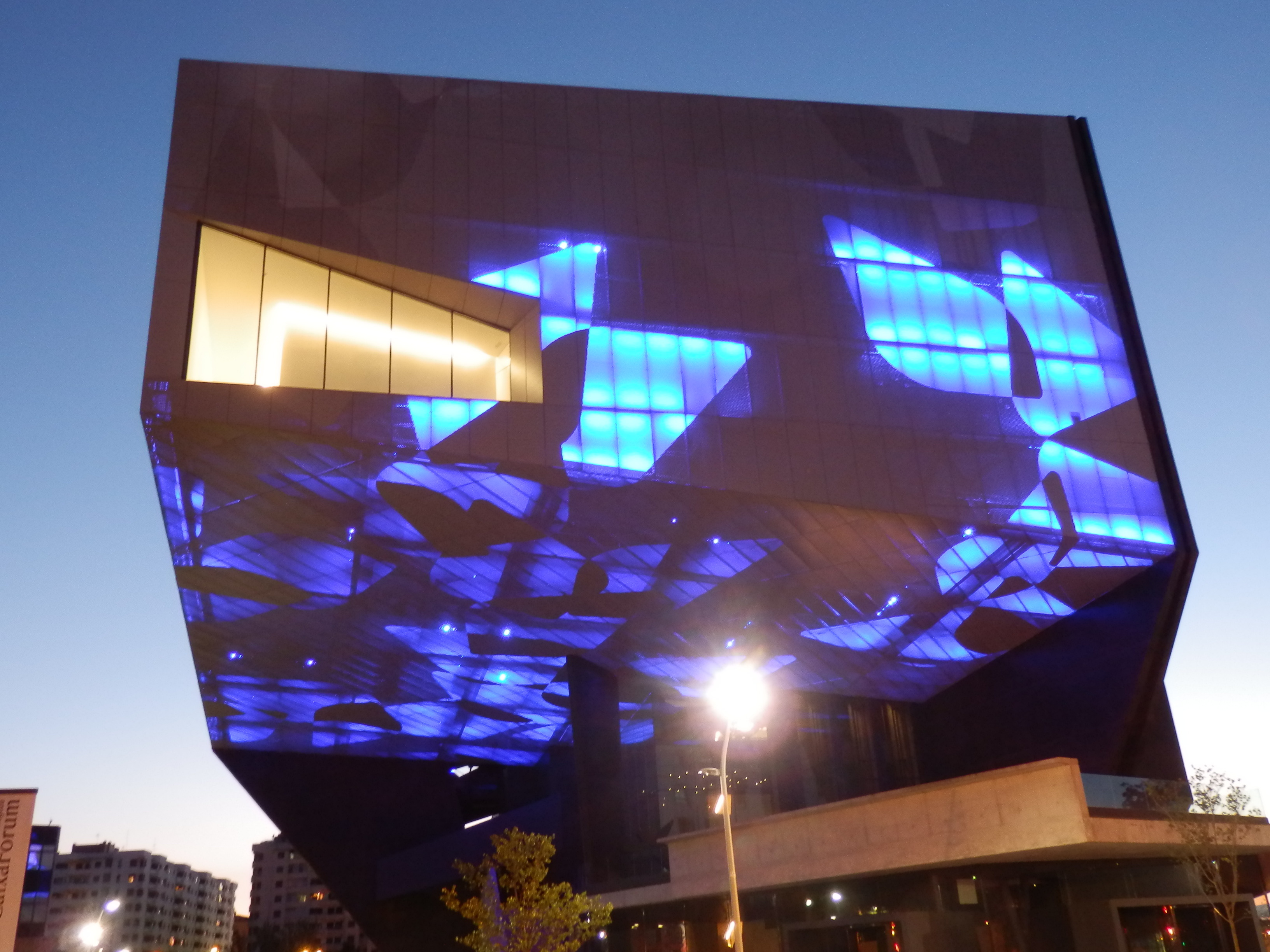
Il·luminació nocturna per LEDs